# Florac
Florac är en kommun i departementet Lozère i regionen Occitanien i södra Frankrike. Kommunen ligger i kantonen Florac som tillhör arrondissementet Florac. År 2018 hade Florac 1 894 invånare.

## Befolkningsutveckling
Antalet invånare i kommunen Florac
| Referens: INSEE |